# Druhá bitva na Kosově poli
Druhá bitva na Kosově poli se odehrála 17.-20. října 1448 mezi vojskem osmanské říše pod vedením sultána Murada II. a uhersko-křižáckou armádou v čele s uherským regentem Jánosem Hunyadim.
Bitva skončila drtivým vítězstvím osmanských vojsk. Křesťanská armáda byla zničena. Hunyadi sice uprchl, ale cestou domů byl zajat a krátce vězněn srbským despotou Đurađem Brankovićem, což ještě více destabilizovalo a oslabilo Uhersko.
Kritické oslabení Uherska jednak uvolnilo osmanské říši cestu k další expanzi na Balkáně, jednak umožnilo Osmanům zaútočit na Konstantinopol bez obav z toho, že by jí uherská vojska přišla na pomoc či se nějakým jiným způsobem pokusila využít zaneprázdnění osmanských vojsk dobýváním města.